# Ontario
Ontario is een provincie van Canada. De provincie ligt in het hart van Canada en heeft als hoofdstad Toronto. Het is de dichtstbevolkte streek van het land met 12.686.952 inwoners (2006) en beslaat 1.076.395 km². Ontario, dat zijn naam dankt aan het Ontariomeer, is economisch verreweg de belangrijkste provincie van het land. Ontario was in 1867 een van de vier originele provincies van de Canadese Confederatie.
Aan de noordzijde wordt de provincie begrensd door Hudsonbaai. Ten westen ervan ligt Manitoba, en ten zuiden de Amerikaanse staten Minnesota, Michigan, Ohio, Pennsylvania, en New York. In het oosten wordt Ontario begrensd door Quebec.

## Geografie en klimaat
Ontario, gelegen in het centrum van Canada, is de enige provincie die aan de Grote Meren grenst. Van oost naar west meet de provincie zo'n 1690 km terwijl van noord naar zuid de provincie ongeveer 1730 km beslaat. Het gebied wordt in drie regio's opgedeeld:
- Het Canadees Schild - dit gebied beslaat ongeveer de helft van de oppervlakte van Ontario - is dunbevolkt en grotendeels ongeschikt voor landbouw. Het ligt in het noordwesten en centrale gedeelte van Ontario. Het Canadees Schild wordt gekenmerkt door vele meren en rivieren. Hoewel de grond zich niet leent voor agrarische doeleinden is het bijzonder rijk aan natuurlijke grondstoffen en mineralen.

- De Hudsonbaai Laaglanden - deze laaglanden (gemiddeld niet meer dan 150m boven zeeniveau)- zijn vrijwel onbevolkt. Dit gebied ligt in het noorden van de provincie waar het vanaf het Canadees Schild naar de Hudsonbaai afloopt. De rotsen van de Hudsonbaai Laaglanden slijten minder snel onder erosie dan die van het Schild en sinds de laatste grote ijstijd is het gebied langzaam aan het opveren. Door de slechte afwatering van deze laaglanden is een groot deel van het gebied vrij moerassig van aard. In het noordoosten ligt Ontario's hoogste punt op 693 meter boven zeeniveau.

- De St. Lawrence Vallei en de Grote Meren - ten zuiden van het Canadees Schild - beslaat de dichtbevolkte vallei van de Saint Lawrencerivier en het gebied rond de Grote Meren, gescheiden door een kleine uitloper van het schild zelf. Het terrein ten noorden van de Grote Meren is enigszins heuvelachtig. Het zuidelijkste punt van Ontario, Pelee Island, ligt op ongeveer dezelfde breedtegraad als Madrid.

### Meren en rivieren

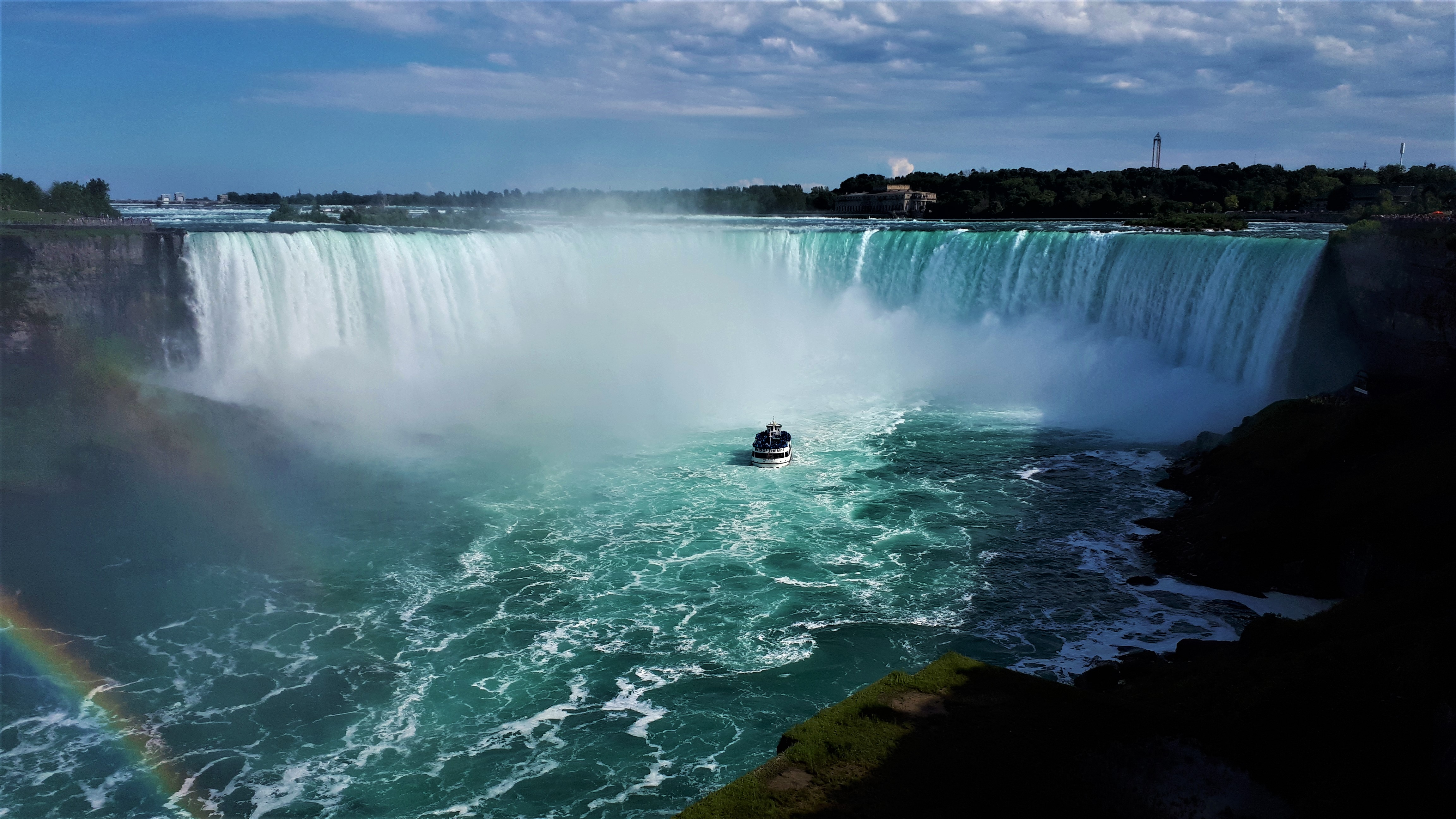
Niagarawatervallen

Hoewel Ontario niet aan open zee grenst, heeft het toch een totale kustlijn van zo'n 5000 km aan zowel de Grote Meren als de Hudsonbaai. Vier van de vijf Grote Meren grenzen aan Ontario - alleen het Michiganmeer ligt geheel in de Verenigde Staten. Het gebied is van groot belang voor de economie vanwege de verbindingen die het biedt met zowel de VS als (via de Saint Lawrencerivier) met de Atlantische Oceaan. De kust aan de Hudsonbaai, en de Jamesbaai, een arm van de Hudsonbaai, is economisch onbelangrijk vanwege de hoge noordelijke ligging.
Andere grote meren in Ontario zijn onder andere Saint Clairmeer, Lake of the Woods, Simcoemeer, Nipigonmeer en Nipissingmeer. Verder kent de provincie vele duizenden kleinere meren die in het noorden en het westen in meestal onbegaanbaar terrein verspreid liggen in het Canadees Schild.
De belangrijkste rivieren zijn de Saint Lawrencerivier, die de Grote Meren met de Atlantische Oceaan verbindt, en de Detroit, die gelegen tussen Detroit, Michigan en Windsor, Ontario stroomt en grote economische betekenis heeft. De meeste andere rivieren van Ontario zijn slecht bevaarbaar hoewel sommige, zoals de Ottawa en Niagara gebruikt worden voor de opwekking van hydro-elektriciteit. Rond Niagara bevinden zich ook de bekende Niagarawatervallen.

### Klimaat
Vanwege de grote oppervlakte en ligging van Ontario is het klimaat zeer gevarieerd. In het zuiden van de provincie, rond Windsor, heerst een, voor Canada, gematigd en vochtig klimaat met gemiddelde temperaturen van rond de 23 graden Celsius in de zomer tot −4 graden in de winter. De aanwezigheid van de Grote Meren heeft een temperend effect op het klimaat hoewel in de winter zware sneeuwstormen kunnen voorkomen aan de rand van de meren door de westelijke winden die vanaf het water over land blazen. Zuidwest-Ontario heeft de hoogste mate van tornado's van Canada en wordt algemeen als een uitloper van Tornado Alley gezien. Door de ligging van Zuid-Ontario aan de grens waar warme winden vanuit de VS en koude luchtmassa's vanaf het Arctische gebied regelmatig samenkomen, kent men daar vele, soms zware onweersbuien.
Verder naar het noorden is het klimaat harder van aard met korte, warme zomers en lange, koude tot zeer koude winters. Temperaturen die tot onder de −40 graden dalen, komen regelmatig voor in het hoge noorden. Aan de rand van de Hudsonbaai is de gemiddelde vorstvrije periode in de zomer slechts ongeveer 60 dagen lang.

## Demografie
Ontario heeft de grootste bevolking van alle provincies van Canada met, volgens de volkstelling van 2006, 12.686.952 inwoners. Het grootste deel van deze bevolking woont op slechts een klein percentage van het totale gebied, voornamelijk in het zuiden en langs de zuidwestelijke grens met de Verenigde Staten. Het dichtstbevolkte deel van Ontario is het gebied tussen Toronto en Niagara en staat bekend als de Golden Horseshoe. De regio's rond Ottawa en het Ontario Schiereiland van London tot Windsor zijn ook dichtbevolkt. Hoewel tot omstreeks 1900 de bevolking voornamelijk op het platteland leefde, is de bevolking sindsdien voor het overgrote deel in de stedelijke gebieden geconcentreerd. Ontario was in de jaren 1850-60 de belangrijkste eindbestemming van ca. 30.000 weggelopen Amerikaanse zwarte slaven via de Underground Railroad. Dit leidde tot een belangrijke bevolkingstoename in de toen nog onderbevolkte Canadese koloniën en deze kolonisten vormden de basis voor de huidige zwarte bevolking van Ontario.
De totale bevolkingsgroei van Ontario bedroeg tussen 1991 en 2001 ongeveer 14%, grotendeels gevoed door immigranten die zich voornamelijk rond Toronto en de andere grote steden vestigen. De grootste etnische groepen zijn mensen van Britse en Franse afkomst die respectievelijk 25% en 5% van de bevolking uitmaken. Verder zijn er grote groepen Italianen en andere Europese gemeenschappen en, vooral sedert het einde van de 20e eeuw, vele Zuid-Aziaten, Libanezen en Somaliërs. De meer dan 70.000 indianen (in meerderheid behorend tot de Ojibweg) leven veelal in reservaten.

### Religie
De belangrijkste godsdiensten zijn het rooms-katholicisme en het protestantisme die elk ongeveer 35% van de bevolking uitmaken. Verder bevinden zich in de steden grote groepen moslims en is zo'n 16% van de Ontarianen niet-godsdienstig.

### Steden
Alle grote steden van Ontario liggen in het zuiden van de provincie. De hoofdstad Toronto telt bijna 2½ miljoen inwoners terwijl het stedelijke gebied meer dan 4 miljoen mensen telt, ofwel zo'n 15% van de totale Canadese bevolking.
De tien grootste steden van Ontario zijn:
| Stad                         | 2001      | 1996      |
| ---------------------------- | --------- | --------- |
| Toronto (provinciehoofdstad) | 2,481,494 | 2,385,696 |
| Ottawa                       | 808,391   | 721,136   |
| Mississauga                  | 612,925   | 544,382   |
| Hamilton                     | 499,268   | 467,798   |
| London                       | 336,539   | 325,669   |
| Brampton                     | 325,428   | 268,251   |
| Markham                      | 208,615   | 173,383   |
| Windsor                      | 208,402   | 197,694   |
| Kitchener                    | 190,399   | 178,420   |
| Vaughan                      | 182,022   | 132,549   |

## Bestuur en politiek
Het bestuur in de provincie Ontario bestaat, zoals in de andere provincies ook het geval is, uit de Luitenant-Gouverneur, die de kroon vertegenwoordigt, en een gekozen regering onder leiding van de premier. De premier, zo genoemd om verwarring met de Federale Minister-President te voorkomen, is normaliter leider van de grootste partij in de provinciale wetgevende vergadering, de Legislative Assembly of Ontario. Dit systeem van bestuur is vastgelegd in de British North America Act van 1867 en gebaseerd op het Westminster Model dat ook in Groot-Brittannië wordt gebruikt. De wetgevende vergadering telt 107 zetels en de leden worden in Ridings gekozen door de bevolking.
Gedurende het merendeel van de 20e eeuw, van 1905 tot 1985, was de Progressief-Conservatieve Partij aan de macht met slechts kleine onderbrekingen. Na een schifting in 1985, toen de Progressief-Conservatieven naar rechts trokken, kwam er meer variatie in het bestuur met van 1985 tot 1990 een Liberale regering en tussen 1990 en 1995 een regering die werd gevormd door de socialistische NDP. Vijf jaar van NDP-bestuur – zij wonnen tot hun eigen verbazing de verkiezingen van 1995 en waren niet opgewassen tegen de verantwoordelijkheid die regeren met zich meebracht – leidde tot een economische neergang en de terugkeer van de Progressief-Conservatieven. Sinds 2002 is de Liberale Partij weer aan de macht.
Bij Federale parlementsverkiezingen behalen de Liberalen in de regel het grootste deel van hun zetels in het Canadees Parlement in Ontario en met name het gebied rond Toronto staat bekend als een Liberaal bastion. In de meer agrarische delen van Ontario hebben de Conservatieven de meeste aanhang terwijl in het zuidwesten, rond Windsor, de NDP veel aanhang heeft.
Sinds de provinciale verkiezingen van 2018 hebben de conservatieven na 15 jaar voor het eerst weer de meerderheid. De Liberalen leden bij deze verkiezingen een grote nederlaag, ze behaalden slechts zeven zetels. Daardoor komen ze niet meer in aanmerking komen voor subsidies en campagnegelden, het minimum daarvoor is acht zetels.

## Economie en infrastructuur
Ontario heeft verreweg de grootste economie van Canada met in 2003 een bruto nationaal product van $494.229 miljard oftewel meer dan 40% van het Canadese totaal en groter dan dat van bijvoorbeeld België. Ontario heeft echter zijn status van rijkste provincie per hoofd van de bevolking aan Alberta moeten afstaan. Een belangrijke reden voor de sterke economie is onder andere de ligging van de provincie in het centrum van het Noord-Amerikaanse continent en de verbindingen die het heeft met de Verenigde Staten.
De dienstensector beslaat ongeveer 70% van de economie. Toronto is het belangrijkste zakencentrum van Canada en vele nationale en internationale bedrijven evenals banken hebben er hun hoofdkantoor hoewel de concurrentie van Calgary op dit gebied steeds heviger wordt. De industriële basis van Ontario ligt in het gebied van de Golden Horseshoe rond Toronto en in het zuidwesten rond Windsor, de Motorcity van Canada. Grote verliezen in de automobielindustrie aan het begin van de 21e. eeuw hebben echter een grote slag toegebracht aan de economie in onder andere Windsor en Oshawa. De petrochemische industrie, bosbouw en mijnbouw zijn ook belangrijke componenten van de economie. Sudbury is een grote nikkelmijn rijk en rond Hamilton is de staalindustrie geconcentreerd.
Landbouw, eens de grootste tak van de economie, is thans maar van beperkt belang meer en maakt minder dan 2% van de economische productie uit.
Toerisme is eveneens een belangrijke bron van inkomsten en is vooral van belang in Toronto en rond de Niagarawatervallen.

### Transport
De St. Lawrence Seaway is een systeem van gekanaliseerde rivieren en meren die de Grote Meren met de Atlantische Oceaan verbindt en middelgrote zeewaardige schepen toegang tot het Noord-Amerikaanse binnenland verschaft.
Het zuiden van Ontario kent een redelijk goed wegennet met belangrijke snelwegen (waaronder Ontario Snelweg 401) die de grote steden met elkaar verbinden. De snelweg van Toronto naar Windsor is een der drukste in Noord-Amerika en sluit aan op de grensovergangen tussen Canada en de Verenigde Staten, vooral die tussen Windsor en Detroit, de drukste internationale grensovergang in de wereld.
De luchtvaart is van essentieel belang in het dunbevolkte noorden van Ontario waar veel plaatsjes niet per spoor of weg bereikbaar zijn en waar luchttransport de enige verbinding met de buitenwereld vormt. De belangrijkste internationale luchthaven van Ontario is Lester B. Pearson International Airport in Toronto die, behalve internationale verbindingen, ook lijndiensten met alle belangrijke steden in Ontario onderhoudt. De tweede grote luchthaven in de provincie is Ottawa Macdonald-Cartier International Airport.

### Onderwijs
In Ontario bestaat schoolplicht voor kinderen tussen 6 en 16 jaar oud en is onderwijs doorgaans gratis. Er bestaat een publiek en een katholiek schoolsysteem die door de provincie gefinancierd worden. Scholen van niet-katholieke religieuze aard worden niet door de provincie gefinancierd. Er zijn verschillende belangrijke universiteiten rondom Toronto en elders in Ontario.

## Geschiedenis
Ontario werd, voor de eerste Europese ontdekkingsreizigers het gebied betraden, bewoond door diverse indianenstammen, onder andere Ojibway, Iroquois en Algonquian. Rond 1610-1615 werd het gebied verkend door de Fransen en de Engelse zeevaarder Henry Hudson verkende de baai die nu zijn naam draagt. Franse en Engelse koloniale belangen kwamen in Noord-Amerika diverse malen met elkaar in conflict en zo ook in Ontario. In 1763, na afloop van de Franse en Indiaanse oorlog, kwam het gehele gebied onder Engelse controle en werd Ontario in 1774 bij Quebec gevoegd. Na afloop van de Amerikaanse Revolutie vestigden veel Britse Loyalisten zich in Ontario en in 1791 werd Quebec opgesplitst en werd het gebied dat nu Ontario beslaat, omgedoopt in Boven-Canada.
Tijdens de Oorlog van 1812 vielen Amerikaanse troepen Boven-Canada binnen en York, het latere Toronto, werd platgebrand. De Amerikanen die wel de controle over de Grote Meren verkregen, slaagden er echter niet in om vaste voet aan de grond te krijgen en werden terug over de grens gedreven. Na de oorlog kwam een stroom van immigranten op gang die de bevolking snel deed groeien. De belangrijkste eindbestemming van weggelopen slaven op de Underground Railroad was het zuiden van de Canadese staat Ontario rond het Niagara Schiereiland en de stad Windsor. Zo'n 30.000 mensen vluchtten met succes naar Canada. Dit leidde tot een belangrijke bevolkingstoename in de nog onderbevolkte Canadese koloniën en deze kolonisten vormden de basis voor de huidige zwarte bevolking van Ontario.
Na enige rebellieën was in 1840 Boven-Canada weer verenigd met het Franstalige Quebec met als doel de Britse Noord-Amerikaanse bezittingen met elkaar te integreren. In 1867 vormde Boven-Canada, nu Ontario genoemd, samen met 3 andere provincies de Confederatie Canada. Daarin groeide Ontario al snel uit tot de economische motor van Canada en het gebied dat tot de provincie behoorde, werd flink naar het noorden en westen uitgebreid. In 1904 openden de Ford autofabrieken hun eerste installatie in Canada in Ontario, een decennium later gevolgd door General Motors. De automobielindustrie zou lange tijd een grote drijfveer achter de Ontariaanse economie zijn.
Na de Tweede Wereldoorlog kreeg Ontario door de instroom van onder andere Oost-Europeanen en Aziaten een cultureel steeds diverser bevolking. Een verharding van het Quebecs nationalisme in de jaren 1970 zorgde voor de komst van Engelstaligen uit die provincie. In 1985 kwam een einde aan een decennialange periode waarin de Progressief-Conservatieven de provinciale politiek beheersten en sindsdien wordt de regering in Ontario afwisselend door de Conservatieven en de Liberalen gevormd met in de jaren 1990 een desastreus verlopen experiment waarin de socialistisch georiënteerde NDP de regering vormde, hetgeen leidde tot een ernstige economische neergang. Hoewel Ontario aan het begin van de 21e eeuw nog altijd de grootste bevolking en economie van Canada kent, levert het toch steeds meer invloed in ten voordele van de westelijke provincies.